# Maurische Bachschildkröte
Die Maurische Bachschildkröte oder Spanische Wasserschildkröte (Mauremys leprosa) ist eine Art der Bachschildkröten (Mauremys). Vorübergehend wurde sie als Unterart der Kaspischen Bachschildkröte (Mauremys caspica) angesehen.

## Beschreibung
Der bis 25 Zentimeter lange Rückenpanzer dieser Schildkröte ist in der Jugend intensiv olivgrün mit orangeroten, schwarzgesäumten Flecken. Im Laufe der Zeit wird er schmutzig olivfarben bis einfarbig braungelb. Der Bauchpanzer ist bei den Jungtieren dunkelbraun mit einem breiten gelben Rand und wird später gelblichbraun. Am Hals befinden sich gelbe bis orangefarbene Längsstreifen auf olivgrünem Grund.

## Vorkommen
Sie bewohnt die Iberische Halbinsel, das südlichste Frankreich und Nordwestafrika. In Nordafrika ist sie zumindest in Marokko, Algerien, Tunesien und Libyen verbreitet. In ihren Lebensansprüchen ist diese tagaktive Art wenig wählerisch, sie lebt auch in Tümpeln mit brackigem Wasser, in Bewässerungsgräben und selbst Abortgruben. Außer tierischer Nahrung nimmt sie auch pflanzliche Kost zu sich.

## Unterarten
Aus Marokko wurden zusätzlich zur Nominatform M. l. leprosa (Schweigger, 1812) mehrere schwer unterscheidbare Unterarten beschrieben:
- M. l. atlantica (Schleich, 1996)
- M. l. erhardi (Schleich, 1996)
- M. l. marokkensis (Schleich, 1996)
- M. l. saharica (Schleich, 1996)
- M. l. vanmeerhaeghei (Bour & Maran, 1998)
- M. l. wernerkaestlei (Schleich, 1996)
- M. l. zizi (Schleich, 1996)

## Schutz
Die Maurische Bachschildkröte wird von der Europäischen Union in den 
Anhängen II und IV der FFH-Richtlinie geführt und gilt damit als streng zu schützende Art von gemeinschaftlichem Interesse, für deren Erhaltung von den Mitgliedsstaaten besondere Schutzgebiete ausgewiesen werden müssen.